# Darius Rucker
Darius C. Rucker (Charleston, 13 maggio 1966) è un cantautore statunitense.

## Carriera
Dopo aver fatto parte come vocalist e chitarrista del gruppo rock Hootie & the Blowfish, fondato nel 1986 nella Carolina del Sud con Mark Bryan, Jim Sonefeld e Dean Felber, ha intrapreso la carriera solista nei primi anni 2000.
Il suo primo album è caratterizzato da un sound R'n'B. Sei anni dopo ha pubblicato il secondo disco dopo aver firmato un contratto con la Capitol Records ed aver intrapreso un percorso nella musica country. Il singolo di lancio è Don't Think I Don't Think About It, seguito da It Won't Be Like This for Long e Alright. Nel 2009 è stato il primo artista afroamericano a vincere il premio "New Artist Award" nell'ambito della Country Music Association. Nel 2010 pubblica, sempre mediante la Capitol, il disco Charleston, SC 1966, contenente i brani Come Back Song e This.

## Discografia

### Album solista
- Back to Then (2002)
- Learn to Live (2008)
- Charleston, SC 1966 (2010)
- True Believers (2013)
- Home For The Holidays (2014)
- Southern Style (2015)
- When Was The Last Time (2017)